# Admington
Admington est un village et une paroisse civile du district de Stratford-on-Avon, dans le comté anglais du Warwickshire.
Le nom Admington signifie « domaine associé à un homme appelé Æthelhelm », et le village est appelé Edelmintone dans le Domesday Book.
Jusqu'au 31 mars 1931, la paroisse faisait partie du Gloucestershire. Le village est à 2,8 km au nord-ouest d'Ilmington et à 8,9 km au nord-est de Chipping Campden.
La paroisse civile d'Admington a une superficie de 403 ha et compte exactement 100 habitants au moment du recensement 2001.
À Admington se trouve Admington Hall, une country house du début du XVIIe siècle, avec une façade du XVIIIe siècle.